# Udław się (film)
Udław się (ang. Choke) – amerykański komediodramat z 2008 roku w reżyserii Clarka Gregga, zrealizowany na podstawie powieści Chucka Palahniuka pod tym samym tytułem. Zdjęcia kręcono w New Jersey.

## Fabuła
Victor jest uzależniony od seksu. Żeby zdobyć pieniądze na operację matki decyduje się na oszustwo. Przychodzi do restauracji, udaje, że się dławi jedzeniem i dostaje za to odszkodowanie.

## Obsada
- Sam Rockwell – Victor Mancini
- Anjelica Huston – Ida J. Mancini
- Matt Gerald – detektyw Ryan
- Clark Gregg – lord Charlie
- Brad William Henke – Denny
- Paz de la Huerta – Nico